# Lijst van deelgebieden van Rusland naar bevolking
Dit is een lijst van de 89 deelgebieden van Rusland op volgorde van bevolking volgens de volkstelling van 2002. Het totale inwoneraantal bedroeg toen 145.166.731, exclusief in het buitenland wonende mensen met de Russische nationaliteit op het moment van de volkstelling.
Na de volkstelling volgden een aantal bestuurlijke hervormingen. Waar gebieden zijn samengevoegd, wordt dit vermeld in de onderstaande lijst.

## Lijst naar inwoneraantal
1. Moskou 10.382.754
2. oblast Moskou 6.618.538
3. kraj Krasnodar 5.125.221
4. Sint-Petersburg 4.661.219
5. oblast Sverdlovsk 4.486.214
6. oblast Rostov 4.404.013
7. Basjkortostan 4.104.336
8. Tatarije 3.779.265
9. oblast Tsjeljabinsk 3.603.339
10. oblast Nizjni Novgorod 3.524.028
11. oblast Tjoemen 3.264.841[1]
12. oblast Samara 3.239.737
13. kraj Krasnojarsk[2] 2.966.042
14. oblast Kemerovo 2.899.142
15. kraj Perm[3] 2.819.421
16. kraj Stavropol 2.735.139
17. oblast Wolgograd 2.699.223
18. oblast Novosibirsk 2.692.251
19. oblast Saratov 2.668.310
20. kraj Altaj 2.607.426
21. oblast Irkoetsk 2.581.705
22. Dagestan 2.576.531
23. oblast Voronezj 2.378.803
24. oblast Orenburg 2.179.551
25. oblast Omsk 2.079.220
26. kraj Primorje 2.071.210
27. oblast Toela 1.675.758
28. oblast Leningrad 1.669.205
29. Oedmoertië 1.570.316
30. oblast Vladimir 1.523.990
31. oblast Belgorod 1.511.620
32. oblast Kirov 1.503.529
33. oblast Tver 1.471.459
34. oblast Penza 1.452.941
35. kraj Chabarovsk 1.436.570
36. Chanto-Mansië 1.432.817[4]
37. oblast Oeljanovsk 1.382.811
38. oblast Brjansk 1.378.941
39. oblast Jaroslavl 1.367.398
40. oblast Archangelsk 1.336.539[5]
41. Tsjoevasjië 1.313.754
42. oblast Vologda 1.269.568
43. oblast Koersk 1.235.091

1. oblast Rjazan 1.227.910
2. oblast Lipetsk 1.213.499
3. oblast Tambov 1.178.443
4. kraj Zabajkalski 1.155.346
5. oblast Ivanovo 1.148.329
6. Tsjetsjenië 1.103.686
7. oblast Smolensk 1.049.574
8. oblast Tomsk 1.046.039
9. oblast Kaloega 1.041.641
10. oblast Koergan 1.019.532
11. Komi 1.018.674
12. oblast Astrachan 1.005.276
13. Boerjatië 981.238
14. oblast Kaliningrad 955.281
15. Jakoetië 949.280
16. oblast Amoer 902.844
17. Kabardië-Balkarië 901.494
18. oblast Moermansk 892.534
19. Mordovië 888.766
20. oblast Orjol 860.262
21. oblast Pskov 760.810
22. oblast Kostroma 736.641
23. Mari El 727.979
24. Karelië 716.281
25. Noord-Ossetië 710.275
26. oblast Novgorod 694.355
27. oblast Sachalin 546.695
28. Chakassië 546.072
29. Jamalië 507.006[4]
30. Ingoesjetië 453.000
31. Adygea 447.109
32. Karatsjaj-Tsjerkessië 439.470
33. kraj Kamtsjatka 358.801[6]
34. Toeva 305.510
35. Kalmukkië 292.410
36. Altaj 202.947
37. Joodse Autonome Oblast 190.915
38. oblast Magadan 182.726
39. Tsjoekotka 53.824
40. Nenetsië 41.546[7]